# Helina hirsutitibia
Helina hirsutitibia este o specie de muște din genul Helina, familia Muscidae, descrisă de Ma și Zhao în anul 1984. Conform Catalogue of Life specia Helina hirsutitibia nu are subspecii cunoscute.